# Stand Up (Dave Matthews Band-album)
 For alternative betydninger, se Stand Up. (Se også artikler, som begynder med Stand Up)
Stand Up er et album udgivet under RCA af Dave Matthews Band i 2005. Produceren Mark Batson havde arbejde med bandet på albummet hvilket resulterede i et meget hip-hop præget album, som er blevet kritiseret utroligt meget af fans.[kilde mangler]
| Musik | Spire Denne musikartikel er en spire som bør udbygges. Du er velkommen til at hjælpe Wikipedia ved at udvide den. |